# Boscia homblei
Boscia homblei là một loài thực vật có hoa trong họ Capparaceae. Loài này được De Wild. mô tả khoa học đầu tiên năm 1913.